# Arhopala ignara
Arhopala ignara är en fjärilsart som beskrevs av Riley och Godfrey 1921. Arhopala ignara ingår i släktet Arhopala och familjen juvelvingar. Inga underarter finns listade i Catalogue of Life.